# Neudelitz
Neudelitz ist eine wüste Feldmark ostsüdöstlich von Jüterbog, einer Stadt im Landkreis Teltow-Fläming in Brandenburg.

## Geografische Lage
Die Feldmark liegt südlich von Welsickendorf, einem Ortsteil der Gemeinde Niederer Fläming. Ihre Lage wurde im Jahr 1664 zwischen der Lindischen und Welsickendorfschen Grenze beschrieben, auf der es eine Verbindung zwischen Dahme/Mark und Linda gab. Im Jahr 1721 verlief die Landesgrenze zwischen Sachsen-Weißenfels und dem Kurfürstentum Sachsen an der Grenze der Feldmark, die an die Lindischen Acker stieß. Im Jahr 1862 wurde sie als Grenze zwischen Linda und Hohenkuhnsdorf beschrieben. Die Feldmark dürfte demnach südlich von Welsickendorf an der Ausbuchtung der Gemarkung von Schönewalde und dort wiederum östlich der Bundesstraße 101 gelegen haben. Diese Fläche wird im Jahr 2023 im nördlichen Bereich landwirtschaftlich und im südlichen Bereich forstwirtschaftlich genutzt.

## Geschichte
Die Feldmark wurde 1389 erstmals als vff der nuwen marke urkundlich erwähnt, als der Bürger Schütze aus Jüterbog Hebungen in Höhe von 15 Hühnern aus dieser Fläche erhielt. Sie gehörte bis 1390 der Familie Wittenberg und kam im genannten Jahr an die von Richenheim, die Hebungen von einer Heide bei Welsickendorf erhielten. Sie betrugen ½ Wispel Roggen und ½ Wispel Hafer. Die genannten Abgaben fielen anschließend an den Landesherrn bzw. das Amt. Im Jahr 1492/1496 gehörte die Feldmark zum Amt Jüterbog. Gegen eine gewisse Pacht durften die Gemeinde Welsickendorf die Fläche hier gehet die wüste Neudelische Marcke an im Jahr 1664 nutzen. Die Bezeichnung änderte sich von auf den so genanten Neuen Dahlingen, auf der Neudelitz im Jahr 1710 auf auf der Mark Neudelitz. Zu dieser Zeit klagte Anthon Friedrich von Seyffertitz gegen die Gemeinde Welsickendorf, da sie aus seiner Sicht unrechtmäßig auf der Feldmark Holz geschlagen haben soll. Die Schreibweise änderte sich im Jahr 1719 erneut auf die Marck Neudahlingen. Im genannten Jahr wurde die Feldmark als „seit undenklichen Jahren beim Dorf Welsickendorf“ angesehen. Die Einwohner hüteten dort ihr Vieh, betrieben aber auch Landwirtschaft und zahlten dem Amt hierfür jährlich 12 Scheffel Roggen und 12 Scheffel Hafer. Die Fläche war Anfang des 18. Jahrhunderts Bestandteil eines Prozesses, bei dem ein „ungebührliches Niederhauen und Verderben von Getreide“ angezeigt worden war. Die Bezeichnung änderte sich erneut im Jahr 1721 zu der Feldmarcke Neudelitz, Mark Neidlitz. Vier Jahre später übertrug das Amt die Feldmark zur Nutzung an das Gut Welsickendorf. Anschließend ändert sich erneut die Bezeichnung, als im Jahr 1760 von der so genandten Neudallinger Marck gesprochen wurde. Im Jahr 1800 wurde Neudallingen oder Neudelitz genennet dem Gutsbesitzer von Welsickendorf zum Wiederverkauf überlassen. Die letzte Erwähnung fand die Feldmark im Jahr 1851 als Mark Neudelitz oder Neudallingen (Delitz und Dallingen ist also ein Name). Sie gehörte zum Ritterdorf Welsickendorf, ging anschließend in der Feldmark von Welsickendorf auf und wurde nicht wieder besiedelt.